# For You Blue
Pistes de Let It Be… Naked
Dig a Pony The Long and Winding Road
Pistes de Let It Be
The Long and Winding Road Get Back
For You Blue  est une chanson des Beatles écrite par George Harrison pour sa femme Pattie Boyd. Elle est parue en 1970 sur Let It Be, le dernier album du groupe. Aux États-Unis, elle est également parue en face B du single The Long and Winding Road, la même année, dont les deux faces se classent à la première place du Billboard Hot 100.

## Enregistrement
Ce blues à 12 mesures, écrit par George Harrison et inspiré par sa femme, Pattie, est répété les 7 et 9 janvier 1969 dans le plateau de tournage de Twickenham pendant les séances dites Get Back. La chanson est enregistrée, le 25 janvier à Savile Row avec le titre de travail George's Blues (Because You're Sweet and Lovely) bien que sur sa feuille d'origine, où les paroles de la chanson sont écrites, Harrison utilise le titre For You Blues.
Harrison est au chant et la guitare acoustique, avec le capo à la cinquième frette, tandis que Paul McCartney est au piano dans lequel on a inséré des feuilles de papier journal afin de donner à ce piano à queue Blüthner un son de piano bastringue. Ringo Starr s'occupe de la batterie sans utiliser ses cymbales et John Lennon joue, avec les doigts et un slide, de la guitare lap steel, accordée à un ré7. Cette prestation est vue autant dans le film Let It Be que dans le documentaire Get Back.
Elle devient For You Blue entre le 10 mars et le 28 mai, date à laquelle elle apparaît sous ce titre dans l'album Get Back produit par Glyn Johns, qui n'est finalement pas sorti. À l'écoute de cette tentative d'album, Harrison décide de reprendre l'enregistrement de sa prestation vocale, le 8 janvier 1970, en y rajoutant quelques commentaires parlés durant la chanson notamment « Go, Johnny, go », durant le solo de Lennon, et « Elmore James got nothing on this baby » (« Elmore James n'a pas fait mieux que cette beauté »), un clin d'œil à celui que l'on surnommait le « roi de la slide guitare ». Cette séance est sa dernière contribution musicale de la carrière active du groupe.
Lorsque Phil Spector remixe la chanson pour l'inclure sur l'album Let It Be, il y greffe en intro John Lennon disant : « The Queen says no to pot-smoking FBI members » (« La Reine dit non aux membres du FBI fumeurs d'herbe »). Ce commentaire provient d'une discussion enregistrée aux studios de Twickenham le 8 janvier 1969, bien avant l'enregistrement de For You Blue. Il choisit aussi d'enlever le son de la guitare acoustique de Harrison tout au long de la chanson juste après l'introduction.

## Parutions
For You Blue est la penultième piste de l'album Let It Be et est placée sur la face B du single américain The Long and Winding Road dont les deux faces atteindront la première position du palmarès Billboard pendant les semaines du 13 et 17 juin 1970. Malgré cela, For You Blue ne sera pas placée sur la compilation 1 publiée en 2000. 
La première prise du 25 janvier est publiée sur l'album Anthology 3 en 1996. Afin de « despectoriser » l'album Let It Be, on publie en 2003 Let It Be… Naked qui inclus la même prise de For You Blue de l'album officiel. Le chant repris le 8 janvier 1970 est encore une fois utilisé, mais le son de la guitare acoustique est remis en place et, comme tous les dialogues entre les chansons, le commentaire de Lennon sur le FBI est coupé. Cette même prise avait déjà été choisie par Glyn Johns pour sa tentative d'album en avril 1969 en y ajoutant le son de glaçons frappant les parois d'un verre, en conservant un faux départ et les commentaires en début et en finale. La piste vocale originelle est évidemment utilisée. Intitulé Get Back, cet album est remixé et inclus dans le boîtier de l'édition Super Deluxe en 2021. La prise 4 de la chanson est aussi incluse dans un autre disque de cette édition.

## Versionslive
Harrison reprend la chanson durant sa tournée nord-américaine Dark Horse, en 1974. Le 29 novembre 2002, Paul McCartney l’interprète, accompagné de Ringo Starr à la batterie, lors du Concert for George qui souligne le premier anniversaire de la mort de leur ex-collègue.

## Reprise
Dhani Harrison, le fils de George, a repris cette chanson en 2013 afin de lever des fonds pour la Material World Charitable Foundation, de son père, et la Christopher and Dana Reeve Foundation en mémoire de l'acteur Christopher Reeve.

## Fiche technique

### Interprètes
- George Harrison – chant, guitare acoustique
- Paul McCartney – piano avec feuilles de journaux insérées sur les cordes
- John Lennon – guitare lap-steel
- Ringo Starr – batterie

### Équipe de production
- George Martin, Phil Spector – producteurs
- Glyn Johns, Alan Parsons, Phil McDonald, Richard Langham – ingénieurs du son

## Source
- (en) Cet article est partiellement ou en totalité issu de l’article de Wikipédia en anglais intitulé « For You Blue » (voir la liste des auteurs).